# Torre Gran (l'Hospitalet de Llobregat)
La Torre Gran és una masia protegida com a bé cultural d'interès local del municipi de l'Hospitalet de Llobregat (Barcelonès).

## Descripció
És una masia de planta baixa i dos pisos amb teulada a doble vessant i el carener paral·lel a la façana principal. La masia està formada, a més a més, per altres cossos, alguns d'ells annexos a l'edifici principal.
Totes les obertures segueixen uns eixos creant un ritme regular en la façana. A la planta baixa les portes i finestres tenen les seves llindes. Les del primer pis donen pas a petits balcons amb la barana de pedra. Les finestres del segon pis són d'arc de mig punt geminades.
La línia de la cornisa es transforma en un frontó triangular dues vegades, tots dos decorats amb acroteris a la part superior.